# Teracotona natalica
Teracotona natalica là một loài bướm đêm thuộc phân họ Arctiinae, họ Erebidae.